# 賈楨
賈楨（1798年—1874年），字筠堂，山東登州黃縣人，晚清官員。
贾允升长子。道光六年榜眼，授翰林院編修。道光十六年，入直上書房，授皇六子奕訢讀。歷任侍講學士、內閣學士、左都御史、禮部、吏部尚書、協辦大學士。
咸豐年間，兩拜體仁閣、武英殿大學士。咸豐十年，英法聯軍犯京師，帝命賈楨留守，日危坐天安門，阻外軍不令入。翌年，咸豐駕崩，授命顧命八大臣輔導新君，東太后與西太后發動祺祥之變，賈楨與周祖培、沈兆霖、趙光上疏，請東西太后一起垂簾聽政。同治十三年（1874年）卒，贈太保，諡文端。

## 延伸阅读
[在维基数据编辑]
 《清史稿·卷390》，出自趙爾巽《清史稿》
 在维基共享资源阅览影像